# Edward Oratowski
Edward Oratowski (ur. 5 marca 1948 w Tarnowie) – polski piłkarz, grający na pozycji defensywnego pomocnika i stopera. Wychowanek Unii Tarnów, gdzie grał w drużynach młodzieżowych w latach 1960–64 i w drużynie seniorskiej 1965–73. W 1973 został ściągnięty do świeżych mistrzów Polski Stali Mielec, gdzie po pierwszym sezonie wywalczył miejsce w podstawowym składzie i grał w nim do końca czynnej kariery piłkarskiej w 1983. W tym czasie rozegrał w Stali 266 meczów (w tym 228 w I lidze, 2 w II lidze, 17 w Pucharze Polski, 14 w europejskich Pucharach, 7 w Pucharze Ligi) i zdobył 23 bramki. Ze Stalą zdobył tytuł mistrza Polski w 1976. Później grał jeszcze w polonijnych drużynach w USA. Po zakończeniu kariery pozostał w Stali, gdzie był kierownikiem drużyny (1983/84, 1993/94–1996/97 i 1999/2000).